# Cantone di Puiseaux
Il Cantone di Puiseaux era una divisione amministrativa dell'arrondissement di Pithiviers.
È stato soppresso a seguito della riforma complessiva dei cantoni del 2014, che è entrata in vigore con le elezioni dipartimentali del 2015.
Comprendeva i comuni di:
- Augerville-la-Rivière
- Aulnay-la-Rivière
- Boësses
- Briarres-sur-Essonne
- Bromeilles
- Desmonts
- Dimancheville
- Échilleuses
- Grangermont
- La Neuville-sur-Essonne
- Ondreville-sur-Essonne
- Orville
- Puiseaux